# 美術院
公益財団法人美術院（びじゅついん）は、京都市下京区に国宝修理所を所有し、国や地方自治体などの依頼を受けて国宝、重要文化財、及び古文化財（彫刻、大型工芸品）を修理を行うとともに、その修理技術者を養成し、日本の文化財保存事業を実施している公益法人。元文化庁所管。元は公益財団法人日本美術院の一部門であったが、分立して独立の法人となった。

## 歴史

### 「奈良美術院」時代
- 1898年（明治31年）日本美術院創立。
- 1906年（明治39年）日本美術院で修理担当をしていた新納忠之介を監督（責任者）とし、高村光雲を顧問に迎えて修理保存事業を専門とする日本美術院第二部が創設される（奈良東大寺内に事務所を置く）。
- 1914年（大正3年）日本美術院が再興されたときに第二部は分離して「美術院」を正式名称とする（新納忠之介を院長とする）。ただし、日本美術院と区別するため、「奈良美術院（ならびじゅついん）」という通称が用いられた。
- 1935年（昭和10年）2代目主事（所長）に明珍恒男が就任。新納忠之介が一時引退する。
- 1937年（昭和12年）妙法院三十三間堂の千体千手観音立像の修理が開始。
- 1940年（昭和15年）3月 明珍恒男が急逝。第三代所長に新納忠之介が再任。

### 京都移転
- 1946年（昭和21年）事務所を京都市に移転し、美術院国宝修理所と改称する。4代目所長に榊本義春が就任。
- 1957年（昭和32年）頃から「美術院国宝修理所」の名称が使用される。
- 1959年（昭和34年）5代目所長に西村公朝が就任。同時に辻本干也が副所長に就任した。
- 1964年（昭和38年）事務所を妙法院境内から京都国立博物館構内に移転。
- 1968年（昭和43年）文部省所管として「財団法人美術院」設立。
- 1975年（昭和50年）6代目所長に小野寺久幸が就任。
- 1976年（昭和51年）国の選定保存技術に美術院の「木造彫刻修理」が第一号保持団体として認定される。
- 1980年（昭和55年）京都国立博物館文化財保存修理所内に工房を開設。
- 2000年（平成12年) 7代目所長に藤本青一が就任。
- 2002年（平成14年) 奈良国立博物館文化財修理所内に工房を開設。

### 公益財団法人移行
- 2013年（平成25年) 4月1日、公益財団法人に移行、「公益財団法人 美術院」に変更。
- 2017年（平成29年）8代目所長に陰山修が就任[1]

## 歴代所長
1. 新納忠之介 － 責任者。明治39年(1906) - 昭和10年(1935)
2. 明珍恒男 － 主事。昭和10年(1935) - 昭和15年(1940)
3. 新納忠之介 － 臨時。昭和15年(1940) - 昭和21年(1946)
4. 榊本義春 － 昭和21年(1946) - 昭和34年(1959) ※奈良美術院事務所から三十三間堂内に「美術院国宝修理所」として移行
5. 西村公朝 － 昭和34年(1959) - 昭和50年(1975)
6. 小野寺久幸 － 昭和50年(1975) - 平成12年(2000)
7. 藤本青一 － 平成12年(2000) - 平成29年(2017)
8. 陰山修 － 平成29年(2017) -

## インタビュー
- 「仏像修復のプロ集団、京都・美術院が考える「良い修理」とは」【中川政七商店の読みもの】2020年06月26日付